# Martin Pohl (Řezník)
Martin Pohl alias Marty est un réalisateur tchèque, scénariste, développeur de jeux, entrepreneur et musicien, en tant que rappeur (style Horrorcore) sous le nom de Řezník ou M.Engele (au sein du groupe Sodoma Gomora). Au début de sa carrière, il se présente sous le pseudonyme de Marty Da Virgin Slappa, et enregistre sous ce nom l'EP The Day of Defloration (en anglais), œuvre qui s'inspire largement du groupe américain de Horrorcore Insane Clown Posse. Dès 2004, Martin Pohl enregistre quelques morceaux en tchèque comme par exemple : Takhle to chodí (« ainsi en va-t-il »), Drtič sanic (« le casseur de mâchoire ») et sa première mixtape en tchèque : Penetrační chtíč (« avidité pénétrante »). Son œuvre comprend diverses références à la culture tchèque comme à la culture étrangère. Il est aussi connu par ses dessins à l'humour noire Martyho Frki.
En 2012, Pohl obtient un diplôme à la VŠE qui a pour thème « le Marketing des pompes funèbres »".

## Œuvres

### Discographie
| 2017 | Sodoma Gomora - Multikill                       |
| 2016 | Říše za zrcadlem                                |
| 2014 | Muzeum mentálních kuriozit                      |
| 2014 | Bateman                                         |
| 2013 | Sodoma Gomora – Ostatky Svatého Jidáše          |
| 2013 | Sodoma Gomora – Éra Déra                        |
| 2012 | Hudba u který se chcípá                         |
| 2010 | Vzestup zla                                     |
| 2010 | Dva tucty pukavců                               |
| 2010 | Sodoma Gomora – Na konci tunelu je tma          |
| 2009 | Řezníkův sulc – horrorcore mixtape              |
| 2008 | Caviar Bukkake Fetus Exitus                     |
| 2008 | Sodoma Gomora – Bůh se utnul EP                 |
| 2006 | Hyperverzní zážitky z kremační pece             |
| 2005 | Penetrační chtíč (Demo)                         |
| 2004 | Marty Da Virgin Slappa – The Day Of Defloration |

### Mise en scène
- Courts-métrages étudiant Beer Story (2005), Deprivační staniol (2007), Život není krásný (2008), Jehovova pomsta (2010)
- Clips vidéos
  - En tant que Řezník: Drtič sanic 3000 (2006), Konečný Řešení (2008), Žižkovský Bary (2011), Ta Holka v Mym Sklepě (2011), Noc Plná Překvapení (2012), Soudní Proces (2013), Patrick Bateman (2014), Pořád Jenom Hate (2014)
  - pour Sodoma Gomora: Snuff Porn Gore & Soddom (2008), Zasraný Vánoce (2011), Insane Insane (2013), Chcípni! (2015)
  - pour James_Cole (cs) : Zatnuto (2013)[1]
  - pour Haades (membre de Terror Crew):  Home Office  (2013)

### Jeu vidéo
- La série Život_není_krásný (cs)

### Œuvre artistique
- Martyho frky, 2012,  (ISBN 978-80-905390-0-6)
- Martyho frky 2, 2013,  (ISBN 978-80-905390-1-3)

## Controverse
En 2011, il est arrêté avec le collectif de rappeur Hrobka a Pitva et doit se rendre devant le tribunal pour son titre Konečné řešení. La cour ne le condamnera pas.Le rappeur répond cependant à la justice tchèque avec une chanson et un clip, Soudní Proces.
En 2012, il est de nouveau accusé par la police pour avoir tenté de vendre sur internet des t-shirts à l’effigie de Anders Breivik,,.

### Český slavík Mattoni 2013
En 2013, il est exclu de la remise des prix de l'événement  Český slavík Mattoni (cs) (qui récompense des talents de la chanson tchèque) sous prétexte que ses textes sont contraires à la bonne morale et encouragent la violence. En réaction à cet événement, les artistes Tomáš Klus (cs) et Michal David (cs) se retirent de la compétition. Le chanteur Xindl X (cs) se lève aussi contre la censure de l'œuvre de Martin Pohl, méthode qu'il estime relever de régime totalitaire. En revanche, l'association Bílý_kruh_bezpečí (cs) reprocha à la production de Pohl de se livrer à de grossières attaques contre les plus démunis et appuya la décision des censeurs. De même, l'avocate Klára Samková (cs) établie plusieurs plaintes contre Martin Pohl pour plusieurs actes qui relevaient selon elle de l'outrage aux bonnes mœurs,.

### Řezník et Jiří X. Doležal
Le rédacteur du magazine Reflex (cs) Jiří X. Doležal (cs) avait déjà écrit et enquêté sur la véritable identité de Řezník. Ce dernier en 2010 avait enregistré une chanson du nom de  Epitaf (JXD Diss), dans laquelle il s'attaque au journaliste. Dolezal réagit à cette chanson au Noël 2013 après l'affaire du Cesky Slavik Mattoni sur le site de Reflex, ou il publia un vidéo clip réponse intitulé Diss Řezník.

### Articles liés
- Horrorcore
- Sodoma Gomora (groupe)